# 長六橋
長六橋（ちょうろくばし）とは、熊本県中央の白川に架かる、国道3号の橋の一つである。最初に作られたのは1601年（慶長6年）で、加藤清正が熊本藩中部を流れる白川に唯一架けた橋で、この名がある。当時は城下町南方面の防備の必要から、白川に架かる橋はこの橋しかなかった。その後、流失も多く、架け替えがあったが、昭和2年に川尻電車の路面電車併用の鉄橋が完成した。この時は当時最新型のトラス・タイド・アーチ橋 (Truss tied arch bridge) であった。その後、平成2年にPC桁橋に建替えられた。

## 歴史と現状
1896年（明治29年）橋を架け替えられたが明治33年の大洪水で流出、その後1902年（明治35年）に架けられたが、大正12年の大洪水により流出している。しかしついに、大正12年の大洪水で流失した木橋に替えて、鉄橋にすることが同年の県議会で可決された。大正13年の暮近くには国の補助も出ることとなり、熊本電気軌道株式会社も新路線敷設のために寄付を申し出、大正14年11月に起工式が行われた。こうして近代鉄橋の長六橋は昭和2年2月に完成、3月12日に開通式を挙行するに至った。新しい長六橋はトラスタイドアーチ橋で、当時としてはたいへん先進的な橋であった。開通半年後の9月8日から電車が橋の中央を走ったが、1959年3月まで橋をまたいで、河原町川尻間の運転が続いた。（1965年に川尻電車は営業を停止。）
1958年6月26日の6.26白川大水害の際は当時白川に架けられた17箇所の橋梁の多くが流失する中、長六橋は無傷のままで残り、現在に至るまで熊本市と県南部・南九州とを結ぶ国道3号線の要路として、交通量も極めて多い。
1990年10月には鉄橋からコンクリート橋となった。2014年3月14日現在の橋梁台帳によると、橋長 123.20m,総径間数　3 橋面積　2809.0平方メートル、厚さ上7.0平方cm,構造体番号1　支間長　40.290m 41.500m 40.290  PC橋、桁形式区分　連続桁、路面位置　上路橋　構造形式　ポステン橋桁、床版種類使用形式　一体型（場所打主桁＋場所打床版）床版厚　26.0cm 本体塗装面積　7586.0平方メートル　下部工諸元　構造形式A1　ラーメン橋台、A2 逆T式橋台　P1 壁式橋脚、P2 壁式橋脚　幅員　全幅員　22.8m, 有効幅員　22.0m, 左側　歩道幅　3.00m 路肩幅　0.50m, 車道幅　6.0m, 車線数　2, 中央帯　2.00m, 分離帯　1.00m, 左は右と同じ、ほかに交通状況が記載されており、渋滞がほぼ毎日、長時間にわたり生じるとある。

## 昭和2年のトラス・タイド・アーチ橋
タイドアーチ橋はアーチの形をした構造を呈するが、普通のアーチ橋と異なる。普通のアーチ橋では支点部に水平力が働く。これに対し弓のように、支点部同士を引張部材（タイ）で結び、水平力を伝達させる形式をタイドアーチ形式または自定式アーチと呼ぶ。この形式では、水平力は橋内部に閉じこめられるため、支点部に水平力は発生しない。